# 石垣 (海防艦)
石垣（いしがき）は、日本海軍の海防艦。艦名は沖縄県にある石垣島にちなむ。

## 概要
軍艦（ぐんかん）石垣（いしがき）は、日本海軍が1939年（昭和14年）8月から1941年（昭和16年）2月にかけて建造した海防艦。
竣工時は軍艦籍にあったが、
1942年（昭和17年）7月の見直しで、海防艦（かいぼうかん）石垣（いしがき）に名称変更、および類別変更された。
海防艦としては、占守型海防艦の4番艦である。
就役してから撃沈されるまでの大部分の期間、北東方面海域（大湊以北）で行動した。1943年（昭和18年）10月上旬、米潜水艦S-44を撃沈する戦果を挙げた。
1944年（昭和19年）1月中旬から2月下旬、石垣は臨時に第二海上護衛隊に編入され、内地～トラック泊地の護衛任務に従事。3月上旬、北東方面に戻る。引き続き千島列島での海上交通保護任務に従事した。
5月31日、石垣は米潜水艦ヘリングの雷撃により松輪島で沈没。占守型唯一の戦没艦となった。なお石垣を撃沈したヘリングも、松輪島陸上砲台の反撃により同島で沈没した。

## 艦歴

### 太平洋戦争開戦まで
軍令部第一課が1938年（昭和13年）10月に作成した「昭和十九年度戦時編制案」では第五艦隊の第二十一戦隊を構成する海防艦4隻の艦名として、「昭和二十五年度戦時編制案」では第五艦隊・第25戦隊を構成する海防艦4隻の艦名として、それぞれ「占守、國後、八丈、宮古」の記述がある。
また、同年11月に作成された「昭和十九年初頭ニ於ケル保有艦船一覧表」では、海防艦6隻の艦名として「占守、國後、八丈、宮古、見島、御蔵」とある。
実際の「石垣」は、③計画の1,200トン型海防艦、仮称艦名第12号艦として計画。1939年（昭和14年）8月15日、株式会社玉造船所で建造番号263番船として起工。当時の玉造船所では、姉妹艦占守を建造していた。
1940年（昭和15年）7月25日、日本海軍は呉海軍工廠で建造中の戦艦を「大和」、玉造船所で建造中の本艦を海防艦「石垣」と命名した。9月14日、石垣は進水。
11月15日、日本海軍は藤谷安宅中佐（当時、砲艦伏見艦長）を石垣艤装員長に任命する。
1941年（昭和16年）2月15日、竣工。藤谷中佐（石垣艤装員長）は石垣艦長となる。本籍を舞鶴鎮守府に、役務を舞鶴鎮守府警備艦にそれぞれ定められる。同日付で大湊要港部部隊に編入。
9月3日、藤谷安宅中佐（石垣艦長）は篠田太郎八大佐の後任として、給油艦尻矢特務艦長へ転任。河野康中佐（当時、重巡熊野副長）が2代目の石垣艦長となる。だが、藤谷中佐は10月27日に病気のため死亡した。

### 太平洋戦争
太平洋戦争開戦時、占守型海防艦3隻（国後、八丈、石垣）は、第一駆逐隊（神風、野風、沼風、波風）等と共に大湊警備府に所属。軍隊区分では千島防備部隊（指揮官、第一駆逐隊司令香川清登大佐）に配された。千島防備隊は、軍艦1隻（石垣）、第1駆逐隊（神風、沼風、野風、波風）、特設砲艦兼敷設艦2隻（第二号新興丸、瑞興丸）、天寧・松輪島・幌筵島各基地保守員という兵力で編成されていた。石垣は幌筵島沖で哨戒中、12月13日、幌筵島乙前湾口から逃走したソ連船「クズネツリストロイ号」を温禰古丹水道まで追跡し、臨検する。14日、松輪島大和湾で座礁した特設砲艦「瑞興丸」を救難するため派遣され、30日まで同艦の救難に従事。
1942年（昭和17年）1月11日、幌筵島東方でソ連船「Jiaitra号」を臨検。16日、哨戒任務を姉妹艦2隻（八丈、国後）に引継ぎ、大湊へ回航。22日-31日まで、大湊で訓令による爆雷増備と舷外電路の設置工事を行う。工事終了後は幌筵島へ戻り、6月以降、北千島での哨戒に従事した。
7月1日、艦艇類別等級の改正により軍艦から除かれ艦艇の海防艦となり、河野艦長の役職名も河野海防艦長となる。
また、役務を舞鶴鎮守府警備海防艦に定められる。本籍は、引き続き舞鶴鎮守府。
7月16日、温禰古丹水道で座礁した特設運送船「球磨川丸」を救援するため駆逐艦「神風」とともに派遣され、同船を幌筵島加熊別まで曳航。
9月11日、軍隊区分津軽防備部隊作戦指揮下に編入。同部隊宮古隊に配され、三陸海岸沖の哨区で行動。10月26日、津軽防備部隊作戦指揮を解かれ、千島防備部隊指揮下に復帰。
11月25日、千島防備部隊は大湊警備府隷下に新編された千島方面特別根拠地隊指揮下となる。また、千島方面特別根拠地隊の旗艦に指定された特設砲艦「第二号新興丸」の旗艦設備工事と北千島進出が成るまで、石垣海防艦長が千島防備部隊の指揮を執ることとなった。12月29日、キスカ島行き船団を護衛し幌筵発。1943年（昭和18年）1月6日、幌筵に帰着。
1943年（昭和18年）1月25日-28日まで、幌筵島で座礁した特設運送船「第二号東光丸」の救難に従事。2月7日-13日まで、アッツ島行き第13船団（山百合丸）を護衛。22日-3月26日まで、大湊で入渠整備。
8月1日、日本軍のキスカ島撤退作戦は終了（ケ号作戦）。日本海軍は第十二航空艦隊と第五艦隊により8月5日附で北東方面艦隊（司令長官戸塚道太郎海軍中将、第十二航空艦隊長官兼務）を編成し、北太平洋方面海軍部隊の指揮を統一して北太平洋海域の防備強化を企図する。
同日、千島方面特別根拠地隊は千島方面根拠地隊に改編され、大湊警備府隷下から北東方面艦隊隷下となる。キスカ島から撤退した第五十一根拠地隊は解隊され、千島方面根拠地隊および第五十一警備隊に編入されている。
編成直後の千島方面根拠地隊（司令官新葉亭造海軍少将）は、第一駆逐隊（神風、沼風、野風、波風）、海防艦3隻（石垣、国後、八丈）、駆潜艇2隻（35号、36号）、第28掃海隊、各地警備部隊、附属4隻という戦力だった。その後、千島防備部隊（千島方面根拠地隊）の軍隊区分は、警備部隊、第一警戒部隊（石垣、八丈、国後）、第二警戒部隊（神風、沼風、波風、野風）となった。
9月30日、日本軍は絶対国防圏を設定し、それには千島列島も含まれていた。日本軍は北東方面における連合軍の本格的反攻に備えて千島列島の防衛強化をおこない、これにともなう海上交通保護と対潜哨戒・掃蕩も引続き実施された。
10月1日、河野康大佐（石垣海防艦長）は第十七警備隊司令へ転任。瀬戸末吉大尉が、後任の石垣海防艦長となる。
10月8日、石垣は冷凍運搬船「幸光丸」（1,520トン、大正11年竣工）を護衛して幌筵島を出港、南西に向かった。同日午後6時30分-32分、阿頼度島魚見崎よりの方位295度16.8海里の地点で浮上中の潜水艦を発見する。この潜水艦は、第一次ソロモン海戦で重巡洋艦加古を撃沈したアメリカ潜水艦「S-44」だった。S-44はレーダーで捉えた目標（小型貨物船）を砲撃で撃沈しようと意図し、浮上中だったのである。
石垣とS-44は至近距離での射撃戦を行う（石垣は12cm砲3門、S-44は10cm砲1門）。被弾して大破したS-44は降伏のため白旗を振ったが、石垣は射撃を続行。この白旗は乗組員の枕カバーだったので、夜間砲戦中の石垣からは見えなかった可能性がある。S-44は午後6時46-48分に沈没。石垣に被害は無く、S-44生存者2名を捕虜として収容した（艦長以下戦死61名。生存者2名は戦後、解放）。
9日、片岡湾に帰投。20日、カニ漁母船「笠戸丸」ほか2隻を護衛し幌筵発、23日、小樽着。28日、笠戸丸ほか3隻を護衛し小樽発。稚内を経由し、11月5日、幌筵着。11月9日、陸軍船「浦塩丸」ほか1隻を護衛し幌筵発。北緯49度線まで護衛したのち、対潜掃討を行いつつ13日、幌筵に帰着。
11月14日、アメリカからウラジオストクに向けて航行中のソビエト輸送船マリューポール号（7,019トン）が、占守島の小泊崎で座礁する。日ソ関係が微妙な時であり、北東方面艦隊は中央と連絡の上、救難のため海防艦2隻（石垣、国後）を派遣した。だがマリューポール号は離礁できず、翌年1月26日に放棄された。同船が搭載していた物資は、ソ連救難船が持ち去っている。
11月24日、石垣は陸軍船「昭浦丸」ほか2隻を護衛し幌筵発。30日、大湊着。12月1日-1944年1月9日まで、大湊で入渠修理。
1944年（昭和19年）1月10日、石垣は大湊を出発、小樽を経由して横須賀に向かう。
トラック方面航路護衛強化のため、1月14日附で石垣は第二海上護衛隊の指揮下に入る。
1月20日、横須賀着。1月25日、船団を護衛し横須賀発。2月4日、トラック着。7日、復航船団を護衛しトラック発。
2月25日附で第二海上護衛隊の作戦指揮を解かれ、大湊警備府指揮下に復帰。2月29日、横須賀に到着した。
3月4日、大湊に再進出。3月6日、特設運送船「日帝丸」を護衛し大湊発、11日、松輪島着。4月2日、特設運送船日帝丸を護衛し大湊発、4日、釧路着。7日、ヌ船団を護衛し釧路発、14日、幌筵着。15日、リ船団を護衛し幌筵発、24日、大湊着。30日、カ船団を護衛し大湊発。途中、釧路と松輪島に寄港し、5月19日、小樽着。20日、ネ船団（日振丸、岩木丸）を護衛し小樽発、24日、松輪島着。

### 沈没
5月31日0200、石垣は小樽へ回航される空船の輸送船4隻からなるヘ船団を単独で護衛し、松輪島を出港。石垣は船団を先導する形で松輪島付近を航行していた。ところが、同日午前、松輪島西方沖で、濃霧の中を航行していた船団はアメリカ潜水艦ヘリング(USS Herring, SS-233)によりレーダー探知される。ヘリングは行動を共にしていたバーブ(USS Barb, SS-220)と船団攻撃の手順を打ち合わせた後別れた。ヘリングの方が先に船団を確認したらしく、バーブが船団を確認して攻撃態勢を整えようとした午前11時、遠くで爆雷が炸裂する音が聴取された。これはへリングが石垣に魚雷を命中させたことによるものだった。魚雷が命中した石垣は艦首を亡失するも、そのまま爆雷攻撃を実施していたが、11時30分に沈没した。
当時、駆逐艦波風と輸送船2隻（日振丸、紅海丸）は石垣および船団との合流を予定していたが、濃霧のため石垣を発見できず松輪島に到着した。
爆雷の炸裂音を聴取したバーブは直後に「大型輸送船」を発見して魚雷を3本発射し、うち2本が陸軍輸送船まどらす丸（南洋海運、3,802トン）の右舷3番船倉と船首に命中。同船は約4分で沈没した。さらにへリングの雷撃で北洋丸（栗林商船、1,590トン）が撃沈された。12時30分、バーブは北緯47度52分 東経151度02分 / 北緯47.867度 東経151.033度の新知島阿崙岬北北西55キロ地点付近で特設運送船興東丸（三光汽船、1,053トン）に対して魚雷を3本発射。1本が興東丸の右舷前部に命中し、同船は約5分で沈没。船団で唯一残った岩木丸（大阪商船、3,124トン）は松輪島の大和湾へ引き返した。一連の攻撃を終えてバーブが確認のために浮上すると1人の日本人が漂流しており、救助の上尋問すると石垣の唯一の生存者であることが分かり、このことからヘリングが石垣を撃沈したことが分かった。
6月1日朝7時43分ごろ、ヘリングは大和湾に侵入。停泊していた岩木丸に向け魚雷を6本発射。岩木丸は右舷に魚雷が2本命中し、1時間後に沈没した。続けて同じく停泊していた陸軍船日振丸（山下汽船、4,366トン）、にも魚雷2本を発射。魚雷は日振丸の左舷5番船倉と船橋直下に命中。衝撃で積まれていたドラム缶詰めのガソリンに引火し、炎上の末沈没した。ヘリングは更なる敵を求めて湾内に深く侵入してきたが、7時56分頃に島の南東端である多岩岬あるいは鵜崎に触礁し、浮上して後進を開始する。これを見た陸上砲台はこの好機を逃さず距離1,200メートルで銃砲撃を開始し、湾内に攻撃目標とならず残っていた陸軍船紅海丸（大阪商船、1,273トン）も応戦を開始。陸上砲台は12.7センチ高角砲8発、12センチ砲51発、8センチ高角砲63発、各種機銃弾2,986発を発射の上、司令塔に二発命中させた。ヘリングの姿は8時5分頃に、天蓋山の130度3,500メートルの地点で濃霧により見えなくなり、行方不明となった。記録には「水泡が5メートル幅の範囲を覆い、重油がおよそ15マイルを覆った」とあるが、「潜航不能トナラシメタルコト確実ト認ムルモ撃沈スルニ至ラズ」とも記された。その後へリングは沈没認定され、総員戦死と判断された。
石垣乗組員167名中、バーブに救助された1名を除き、海防艦長の瀬戸末吉少佐以下166名が戦死。沈没地点は北緯46度26分 東経151度36分 / 北緯46.433度 東経151.600度の松輪島西方70浬地点付近。
7月10日附で石垣は占守型海防艦、
帝国海防艦籍から除籍された。
また、へリングへ向け応戦した紅海丸は1945年（昭和20年）6月19日、北緯43度11分 東経140度18分 / 北緯43.183度 東経140.300度の積丹半島沖でアメリカ潜水艦シードッグ(USS Sea Dog, SS-401)の雷撃により撃沈された。

## 艦長
艤装員長
1. 藤谷安宅 中佐：1940年11月15日[22] - 1941年2月15日[23]

艦長/海防艦長
1. 藤谷安宅 中佐：艦長 1941年2月15日[23] - 1941年9月3日[24]
2. 河野康 中佐/大佐：1941年9月3日[24] - 海防艦長 1942年7月1日[30] - 1943年10月1日[40]
3. 瀬戸末吉 大尉/少佐：1943年10月1日[70] - 1944年5月31日 - 戦死。同日付任海軍中佐に特進[70]。